# Wass Albert

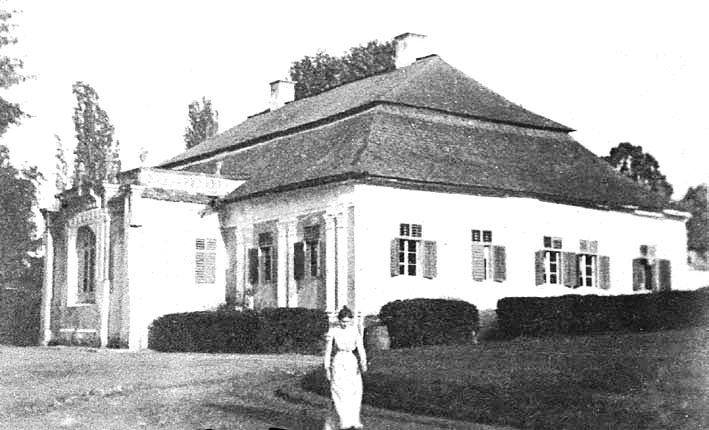
Cege, a Wass-udvarház, 1900 körül

Wass Albert családi címere

Szentegyedi és cegei gróf Wass Albert (Válaszút, 1908. január 8. – Astor Park, Florida, 1998. február 17.) kétszeres Baumgarten-díjas erdélyi magyar író és költő.
A magyar irodalom egyik legellentmondásosabb alakja; a hivatalos irodalomtörténet mintha tudomást se venne róla, miközben mások a legnagyobbak között emlegetik, akár mint az egyik legolvasottabb magyar szerzőt. Masszív, politikai felhangoktól sem mentes kultusz alakult ki körülötte mind Erdélyben, mind Magyarországon.
Egyik leghíresebb könyve a Kard és kasza (1974), amelyben több generáción keresztül tekinti át a magyar történelmet, 1050-től egészen a jelenkorig, a saját, ősi nemzetségének történetén keresztül. Wass Albert 1944-től Németországban, majd 1952-től haláláig az Amerikai Egyesült Államokban élt. A kolozsvári népbíróság 1946. március 13-án távollétében – apjával együtt – „háborús bűnökért és gyilkosságért” halálra ítélte, a felmentésére tett kísérletek nem jártak sikerrel, legutóbb a romániai Legfelsőbb Ítélő- és Semmítőszék utasította el a perújrafelvételt 2008 tavaszán.
Nicolae Ceaușescu zsarnoksága éveiben Romániában betiltották a könyveit, 1985 őszén pedig értesítést kapott az Interpoltól, hogy Ceaușescu diplomatának álcázott Securitate-ügynököket küldött át az Amerikai Egyesült Államokba washingtoni nagykövetségük és clevelandi konzulátusuk mellé. Az értesítés szerint „Ezeknek egyik feladata az, hogy engem eltegyenek láb alól" – írta Wass Albert.
Műveit itthon csak a rendszerváltás óta jelentetik meg, korábban szinte ismeretlen volt.
Irodalmi munkásságának kritikai feldolgozása ma is folyik. Népszerűsége az 1990-es évek végétől az erdélyi mellett a magyarországi olvasóközönség körében is folyamatosan növekszik. 2005-ben A Nagy Könyv című hazai felmérésben a közönségszavazatok alapján az egyik legkedveltebb magyar írónak bizonyult: A funtineli boszorkány című művét a szavazók a legnépszerűbb 12 magyar regény közé választották, az 50 legnépszerűbb magyar regény között szerepel az Adjátok vissza a hegyeimet! című műve.

## Élete

### Családja
A Wass család eredete az Árpád-korig vezethető vissza, és egyike Erdély legrégibb nemesi családjainak; 1744-ben, Mária Teréziától kaptak grófi címet.
Édesapja szentegyedi és cegei gróf Wass Endre (1886–1975), huszárszázados, édesanyja losonci báró Bánffy Ilona (1883–1960) volt. Apai nagyszülei szentegyedi és cegei gróf Wass Béla (1853–1936), Szolnok-Doboka vármegye főispánja, a széki református egyházmegye főgondnoka, országgyűlési képviselő, az Erdélyi Bank alelnöke, és losonci báró Bánffy Rachel (1859–1936) voltak.

### Ifjúsága
A Kolozsvár melletti Válaszúton, a Bánffy-kastélyban született, 1908. január 8-án. Szülei korán elváltak, így leginkább nagyapja, Wass Béla (1853–1936) jelentette a biztos pontot gyermekkorában. Kolozsvárott, a Farkas utcai Református Kollégiumban, 1926-ban érettségizett.
Debrecenben, a Gazdasági Akadémián folytatta tanulmányait, és szerzett gazdászdiplomát. Stuttgartban (Universität Hohenheim) és Párizsban, (Sorbonne) tanult tovább; erdőmérnöki és vadgazdasági diplomákat szerzett. Erdélybe 1932-ben apja betegsége miatt tért vissza, egy ideig azonban nem tudott még a családi ügyekkel foglalkozni, mert a román hadseregben kötelező sorkatonai szolgálatát töltötte.
Első felesége unokatestvére, Wass Ilona lánya, báró Siemers Éva (1914–1991) lett. „Családi nyomásra 1935-ben feleségül vettem unokahúgomat, a hamburgi Siemers Évát. Így sikerült csak megóvnunk a családi birtokot a csődbejutástól.”
Hat gyermek (Vid, Csaba, Huba, Miklós, Géza, Endre) apja, akik közül Csaba hároméves korában meghalt. Wass Huba jelentős karriert futott be az amerikai hadseregben. Dandártábornoki rangot ért el, és részt vett egyebek között az 1991-es „Sivatagi vihar” hadművelet harcászati terveinek kidolgozásában.
Nagyapja 1936-ban bekövetkezett halála után átvette annak egyházi tisztségét, s az erdélyi magyar református egyházkerület főgondnoka lett.
A második bécsi döntés (1940. augusztus 30.) alapján Erdély északi része visszakerült Magyarországhoz. A következő év elején Wass Albertet a magyar Mezőgazdasági Minisztérium erdészfelügyelőnek nevezte ki Dés településre. Két hónappal később pedig a kolozsvári Ellenzék című lap irodalmi szerkesztője lett.

### A háború alatt
Mint tartalékos tiszthelyettes 1942 májusától három hónapos katonai kiképzésen vett részt, melynek végeztével a Magyar Királyi Honvédség huszárzászlósi rangját kapta meg.
A következő év márciusában az Ellenzék főszerkesztőjét behívták a hadseregbe, Wass Albert megbízott helyettes lett. Önéletrajzában meséli el, hogy alig három hónap után „két német a Gestapótól behatolt a szerkesztőségbe, felmutatva a parancsot, hogy a német hadsereg megbízásából »felügyelniük« kell a lapot, egyszerűen kisétáltam az irodámból, és felmentem a hegyekbe. Két hét múlva édesapám régi barátja, Veress Lajos tábornok üzent, hogy a németek »keresnek« engem. Hogy elkerülje a kellemetlenségeket, Veress tábornok, aki az Erdélyben állomásozó magyar hadsereg parancsnoka volt, egyenruhát adott nekem, s mint alhadnagyot Ukrajnába küldött a 9. Magyar Királyi Lovassággal, ahonnan csak karácsonykor tértem vissza." A háborúban betöltött szerepét árnyalja, hogy hamisan állította, hogy megkapta a vaskeresztet.
Wass különböző beosztásokat látott el a hadseregben, majd 1944 áprilisától Veress Lajos tábornok szárnysegédje lett. A háború vége felé a szovjet csapatok (majd később a románok is) egyre beljebb nyomultak az országba. 1944 decemberében mutatták volna be egy drámáját a Nemzeti Színházban, de a bemutató Budapest ostroma miatt elmaradt. Az Ellenzék című napilap hasábjain jelent meg az 1944-ben született Patkányok honfoglalása – Tanulságos mese fiatal magyaroknak című műve.
A második világháború utolsó szakaszát katonatisztként élte át. Nem várta meg Észak-Erdély újbóli román elfoglalását, 1945 húsvétján átlépte a nyugati határt, s az emigrációt választotta.
Szőcs Géza a következőképp értékeli Wass Albert életének ezen szakaszát: „Wass Albert honvédtisztként – meggyőződése szerint – hazájáért harcolt. Nem vitás, hogy egy gonosz birodalom oldalán, egy másik gonosz birodalom ellen, amely hazáját fenyegette megsemmisítéssel. Abban a talán ma már elavultnak számító meggyőződésben tette, hogy a jó katona kötelessége bátornak és fegyelmezettnek lenni, nem pedig politizálni. Az oroszok (és románok) oldalára való átállást, »kiugrást« neveltetése és tapasztalatai lehetetlenné tették számára. Utólag csak annyit mondhatunk: akkor és ott hibázott, amikor elindult a keleti frontra. Ha nem teszi, katonaszökevénnyé válik: saját szemében is gyáva szökevénnyé. Nehezen átlátható helyzet volt és ma úgy véljük, hogy szerencsésebb döntést is hozhatott volna. Ám az, hogy tisztességgel és bátran harcolt utolsó pillanatig egy olyan ügyért, amit ő a nemzet ügyének tartott, legfeljebb anakronisztikusnak mondható. ”

### Emigrációban
Először Sopronba ment, majd 1951-ig Németországban, Bleichbachban, később Hamburgban élt. Onnan négy fiával, 1951. szeptember 21-én az amerikai hatóságok megfelelő vizsgálatainak lefolyása után (egészségügyi, illetve hatósági vizsgálatok) az Amerikai Egyesült Államokba utazott, ahol nyugdíjaztatásáig a Floridai Egyetem nyelvi laboratóriumában technikai segédszemélyzetként dolgozott (a magnószalagokat kezelte). Feleségét tüdőbaja miatt nem engedték beutazni az Államokba, ő Endre fiával Németországban maradt, később el is váltak.
A kolozsvári népbíróság 1946. március 13-án távollétében – apjával együtt – „háborús bűnökért és gyilkosságért” halálra ítélte. Az író és családja szerint hamisan vádolták azzal, hogy 1940-ben az Észak-Erdélybe bevonuló magyar csapatok egyik egységét Omboztelkén, majd később Vasasszentgothárdon is, felbujtotta többek kivégzésére (köztük egy román ortodox pópa és családja, magyar szolgálójuk, helyi román lakosok és egy helyi zsidó kereskedő).
A román hatóságok többször is kérték kiadatását, 1979-ben az USA Igazságügyi Minisztériuma többszöri átvizsgálás után, nem kellő megalapozottságára hivatkozva elutasította a kérelmet.
Ez történt akkor is, amikor a Wiesenthal-alapítvány tett feljelentést ellene, mivel azok között, akiknek kivégzésére állítólag parancsot adott, két zsidó is volt. Az USA az ügy megvizsgálása után elutasította állampolgárának kiadását.

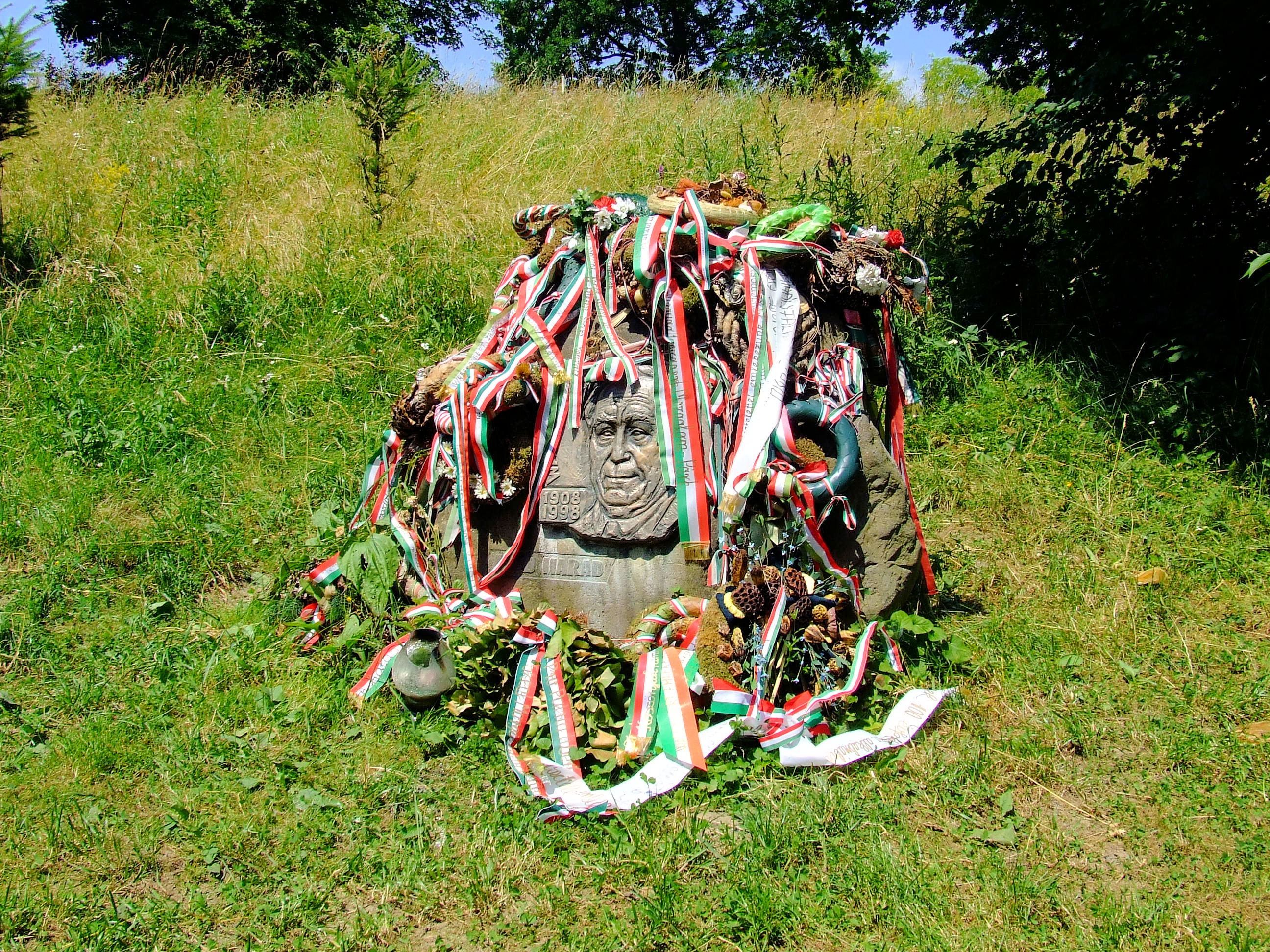
Wass Albert sírja Marosvécsen

1952-ben újranősült, a skót származású Elisabeth McClaint (1906–1987) vette feleségül. Ekkor költözött a család az Ohio állambeli farmról a floridai Astorba, az Ocala Nemzeti Park területére – ez lett végleges otthonuk. Második feleségével, annak haláláig (1987. március 29.) békében éltek, ami a kettőjük viszonyát illeti, ám Erdélyért és a székely nép sorsának jobbításáért folytatott küzdelme – írói munkássága és konkrét politikai ténykedése – miatt sokszor került életveszélybe. Közben rendületlenül írt, esszét, regényeket felváltva, tíz év alatt hat könyvet fejezett be, az Örökösök kisregény viszont félbemaradt.
1957-ben megkapta az amerikai állampolgárságot, majd megalapította az Amerikai Magyar Szépmíves Céhet (1963). Cikksorozatot indított Magyar szemmel címmel, s megküldte lapjait az egyetemeknek és a Fehér Ház tagjainak. Angol nyelvű lapokkal próbálta életben tartani a kossuthi Duna-menti Konföderáció eszméjét éppúgy, mint a kisebbségi magyar lét elleni igazságtalanságok számonkérését a szlovák, a román és szerb állammal szemben (Danubian Resarch and Information Center (1966), Transilvanian Quarterly (1979), Hungarian Quarterly (1984), Central European Forum (1988). Nemzetközi tevékenységéért és művei esztétikai értékének elismeréséül a Száműzött Írók Amerikai PEN Klubjának tagjává választották.
Időközben a clevelandi Magyar Kongresszus létrehozta az Erdélyi Világszövetséget, két társelnököt választottak Wass Albert és Zolcsák István személyében. Munkásságuk felbecsülhetetlen volt Erdély ügyének a világ előtt való megismertetésében-képviseletében (1975). Megjelentette a Documented facts and figures on Transylvania című történelmi munkát: „Három könyvet adhattunk ki ebben az esztendőben angol nyelven, Erdély igazságának az ismertetésére és védelmére.” (1977). Bizonyos, hogy mindezek hozzájárultak ahhoz, hogy az amerikaiak 1988-ban megvonták Romániától a legnagyobb kedvezmény elvét. Tény, hogy ezek után a bukaresti rádióban Ceaușescu Románia Első Számú Közellenségének nevezte. „Ennél nagyobb kitüntetés soha nem ért még életemben!” – írta erről Szeleczky Zitának. Ceaușescu gazemberei időről időre megjelentek az Egyesült Államokban. A Securitate pribékjeire még a Szövetségi Nyomozóiroda is felfigyelt, olyannyira, hogy figyelmeztették az írót: az életére törnek. 1985 őszén „Securitate-terroristák” bizonyítottan gyilkossági kísérletet hajtottak végre Wass Albert ellen a clevelandi Holiday Inn Hotelban – a szálláshelyén bombát helyeztek el –, amely csak az INTERPOL jólértesültsége és bűnmegelőző munkája révén hiúsult meg. A két merénylőt elfogták, de diplomáciai mentességük révén csupán kiutasították őket az országból. Ezt újabb merénylet követte: Wass Albert egy 1986 januárjában keltezett levelében a következőképpen számolt be egy ellene tervezett gyilkossági kísérletről Szeleczky Zitának:
„Egy rendszám nélküli teherkocsi elütött kora este a közeli szupermarket előtt, ahogy a boltból kijövet igyekeztem vissza a kocsimhoz. A teherkocsit két nappal később meglelték egy Fort Lauderdale-i javítóműhelyben, ahol a jobb oldali sárhányóját javították, pontosan azt a helyet, ahol a térdemet érte a sárhányó ütése. A teherkocsin (ekkor már – a szerk.) diplomáciai rendszám volt: a Román Követséghez tartozott.”
1989-ben visszavonult az emigráns politikai élettől, lapjainak és könyveinek saját kiadását megszüntette. Több mint két évi egyedüllét után Wass Albert 1990. november 9-én házasságot kötött Mary La Plante-val, egy ír származású francia asszonnyal. Később önmagának is bevallotta, hogy ez volt élete egyik nagy tévedése: 1992-től öngyilkosságának napjáig áldatlan viták jellemezték az új feleséggel való kapcsolatukat, amerikai fiait is beleértve. Közben 1996. szeptember 24-én autóbaleset érte, amelyben koponyatörést szenvedett, emiatt később emlékezetkiesései voltak. Állítólag nehéz anyagi helyzetbe is került, mert szélhámosok kiforgatták a vagyonából (ami leginkább temérdek könyvének szerzői joga volt), bár ennek ellentmond, hogy halála után 30 ezer dollárt találtak a takarékkönyvében. Mindez nyilván hozzájárult a szomorú végkifejlethez, hogy Wass Albert 1998. február 17-én saját fegyverét fordította maga ellen. Farley Caudill helyszínelő leírása szerint: „A szobában két duplaágy áll egymás mellé tolva, fejjel a nyugati falnak. Az áldozat az ágy északi oldalán feküdt hanyatt, fejjel déli irányban. Lába a földet érte, bal oldalon feküdt a 44-es Smith and Wesson 292-es revolver (gy. száma: N336752)”. Bár felröppentek olyan hírek, hogy Wass Albertet meggyilkolták, de ezt semmiféle bizonyíték nem támasztotta alá, „A tanúk, a rendőrség és az orvosi boncolási jegyzőkönyv nem találtak gyilkosságra utaló jeleket”.
Végső kívánsága teljesült azzal, hogy hamvai Erdélyben, a marosvécsi egykori Kemény-kastély kertjében, Kemény János mellett nyugszanak. Most már látogatható a Kemény család kastélya is a visszaszolgáltatás után. A kastélyban egy Wass Albert-kiállítás van készülőben.

### Magyar állampolgársága, kitüntetése
A magyar sajtóban évekig tartotta magát az a vélekedés, hogy Wass Albert magyar állampolgárságát, többszöri kérvényezése ellenére, haláláig sem kapta vissza, s ez irányú kérelmét a magyar állam rendre elutasította, arra hivatkozva, hogy a Párizs környéki békeszerződések szerint újra automatikusan román állampolgár lett.
2007-ben Simicskó István KDNP-s és Babák Mihály fideszes képviselő arra kérte Sólyom László köztársasági elnököt, hogy adjon posztumusz állampolgárságot neki. Azt a választ kapták, hogy ez több okból nem lehetséges, amelyek közül a legfontosabb, hogy Wass 1997-ben már megkapta a magyar állampolgárságot – az író magyar állampolgárként halt meg. Az állampolgárságot igazoló, Wass Albert számára kipostázott dokumentum ugyan csak egy évig volt érvényes – amit az író sérelmesnek tartott –, ám ez csak az igazoló okiratra vonatkozott, magára az állampolgárságra nem.
1993. augusztus 20-án Wass Albertnek Antall József miniszterelnök előterjesztése alapján Göncz Árpád köztársasági elnök odaítélte a Magyar Köztársasági Érdemrend középkeresztje kitüntetést, amit a következő évben a floridai magyar konzul és Csoóri Sándor adott át neki otthonában.

## Irodalmi munkássága
A fiatal gróf számára az irodalmi sikert az 1934-ben megjelent Farkasverem című regénye hozta meg, aminek köszönhetően Baumgarten-díjban részesült (ezt a díjat 1940-ben is megkapta) és több irodalmi társaság is tagjává fogadta. Molter Károly az 1941-ben megjelent Erdélyi elbeszélők című antológiában így méltatta: „Természetérzéke, tájmegidéző képessége csodálatos. Művei szélesen hömpölygő, robbanó erejű, nagyvonalú alkotások. A fiatal erdélyi prózaírók közül kiválik egyéni hangjával, látásmódjával; izgalmas történetei úgy áradnak belénk, mint egy forró vérhullám.”

A A titokzatos őzbak című önéletrajzi elbeszélés-füzére, református világlátása ellenére, a mélyen katolikus beállítottságú Pilinszky János elismerését is kiváltotta, amelyről így írt 1941-ben a Piarista Öregdiák lapban: „Érzékeny, szemlélődő lélek. Mondatai az álom varázshatalmával hatnak, mégis fegyelmezett, szigorú stílus ez. Emberek, városok és tájak tűnő hangulata él soraiban, mellékesen, mert csak egy fontos: a pillanat, mikor minden mulandó értéket és értelmet kap, csak egy pillanatra, de ennek a pillanatnak emléke - múlhatatlan. […] Veszélyes és kétes anyag, de szerzőnk kezében a legkisebb részletnek is művészi hitele van”.
Az utókor korántsem magasztalja ennyire írói munkásságát. Bíró Béla irodalomtörténész szerint „soha nem is tehetett volna szert arra a népszerűségre, melyre szert tett, ha az állítólagos háborús bűnök miatt "elítélt", de az amerikai hatóságok által "felmentett" magyar gróf nimbuszát a tiltott gyümölcs ízlelésének mámora nem teremti meg.” Bár a Farkasverem című regénye megkapta a kor leghíresebb irodalmi díját (a Baumgartent), és ebben a műben „valóban vannak írói vénára valló részletek”, mégsem igazán képes „koherens (lélektani és társadalmi vonatkozásban is hiteles) regényvilágot kialakítani”, elvész a részletekben. Ebben a művében Wass alakjainak Bíró szerinti „realisztikus kavalkádját a későbbiekben egyre inkább egyfajta mitikus realizmus váltja fel.” A Farkasveremtől az utolsó művéig, a Hagyatékban megjelenő „álmisztikus látomásáig” nem változik a mondanivalója, ami tulajdonképpen az, hogy az erdélyi „magyarság minden baja és bánata továbbra is a román (vagy általánosabban fogalmazva az idegen) gyarlóságra vezethető vissza”, és ezért érezheti műveit felemelőnek az olvasó. Azonban ennek szerinte „mind kevesebb köze van az irodalomhoz és mind több a politikához.”

### Wass önéletrajzi elemei művei alakjaiban
Az Ember az országút szélén (1950) művében, amelyet már emigrációban írt, és a háborús erdélyi menekültek helyzetét mutatta be, Pomogáts Béla szerint a mű hőse, a menekülttáborban élő egykori erdész Wass saját kritikáját fogalmazza meg az erdélyi arisztokrácia csődjéről: „Nem akarom szidni azt a rendszert, ami a honvédcsapatok mögött Magyarországról átjött hozzánk és lehetővé tette, hogy mindez így történhessék. […] Meghalt az a rendszer. És aki meghalt, arról jobb semmit se szólni. De egyet meg kell mondjak: ez a rendszer az úri osztály csődje volt. A második csődje. Mert az első csőd már huszonkét évvel ezelőtt bekövetkezett, csakhogy abból még lábra állt valahogy. Lábra állt és nem tanult semmit. Beteg volt és nem gyógyította magát. Beteg volt az egész úri rend, azért volt olyan mértéktelenül mohó és minden eszközzel élni akaró, mint a tüdőbajos ember, aki érzi magáról, hogy napjai számlálva vannak. Ilyen volt ez a mi úri középosztályunk is. A végét járta és nem volt bátorsága szembenézni az időkkel és önmagával. Nem volt bátorsága megvizsgálni maga alatt az etikai alapot és ennek a vizsgálatnak az alapján levonni a következtetéseket. Nem volt bátorsága új ösvényt taposni és ezért maradt a régin, amely egyre beljebb vezetett a mocsárba, amíg a végén a nemzettel együtt elsüllyedt benne. Most süllyedt el, most. A nemzet, az kikapaszkodik még, azt én nem féltem. De az úri osztály, a maga régi formájában, soha.”

### Művei
Az 1990-es évektől kezdve több kiadó is újra megjelentette Wass műveit, köztük a Kráter, a Mentor, a Dunalibri.
Életművét 2019-től az Erdélyi Szalon Könyvkiadó gondozza. A kiadó elsőként kezdte meg a kritikai kiadást az életmű kapcsán, az újonnan kiadott kötetek szövegei az eredeti szövegeket tartalmazzák, pótolva a rendszerváltás óta eltelt időszak kiadványainak hiányait. Így a Csaba regény hiányzó bekezdései is visszakerültek az új kötetbe, nemkülönben a regényt lezáró Dsida-vers is, de a Farkasverem, a Kard és kasza művek is az eredeti írói szándékot tükrözik a helyreállított szövegekkel, ahogy az Elvész a nyom című regény is megjelent az eredeti befejezéssel, ami ismeretlen volt Magyarországon és Erdélyben. Az életművet Kovács Attila Zoltán kolozsvári-szentendrei kutató-kiadóvezető gondozza, aki egyben fordítója is Wass Albert angolul írt műveinek.
Az Erdélyi Szalon szerint egyedül ők rendelkeznek – a Wass leszármazottakkal kötött szerződés alapján – az angolul megjelent művek kizárólagos jogával, emiatt vitában álltak a Kráter kiadóval a szerintük korábban jogtalanul lefordított és kiadott művel miatt, jelezték, hogy jogi úton fognak érvényt szerezni a Kráter által forgalmazott könyvek és e-kiadványok leállításáért.
Regények, novellák, elbeszélések
- 1934 Farkasverem
- 1940 Csaba
- 1940 Mire a fák megnőnek
- 1940 Jönnek!
- 1941 A titokzatos őzbak (novellák)
- 1941 Csalódás (Az ÜNNEP 1941. augusztus 15-ei számában)
- 1943 A kastély árnyékában
- 1943 Egyedül a világ ellen
- 1943 Vérben és viharban
- 1944 Tavaszi szél és más színművek
- 1945 Valaki tévedett (novellák 1945–49-ből)
- 1945 A költő és a macska (elbeszélések)
- 1947 A rézkígyó
- 1947 Erdők könyve
- 1947 Te és a világ: tanítások – útravalóul
- 1947 A láthatatlan lobogó: versek
- 1948 Százéves dal az ismeretlen bujdosóról, versek
- 1949 Zsoltár és trombitaszó – Örökösök (novellák, karcolatok, levelek – posztumusz kisregény 1949-ből)
- 1949 Adjátok vissza a hegyeimet!
- 1950 Ember az országút szélén
- 1951 Tizenhárom almafa
- 1952 Elvész a nyom
- 1957 Az Antikrisztus és a pásztorok
- 1959 A funtineli boszorkány

- 1964 Átoksori kísértetek
- 1965 Elvásik a veres csillag

- 1967 Magukrahagyottak
- 1974 Kard és kasza

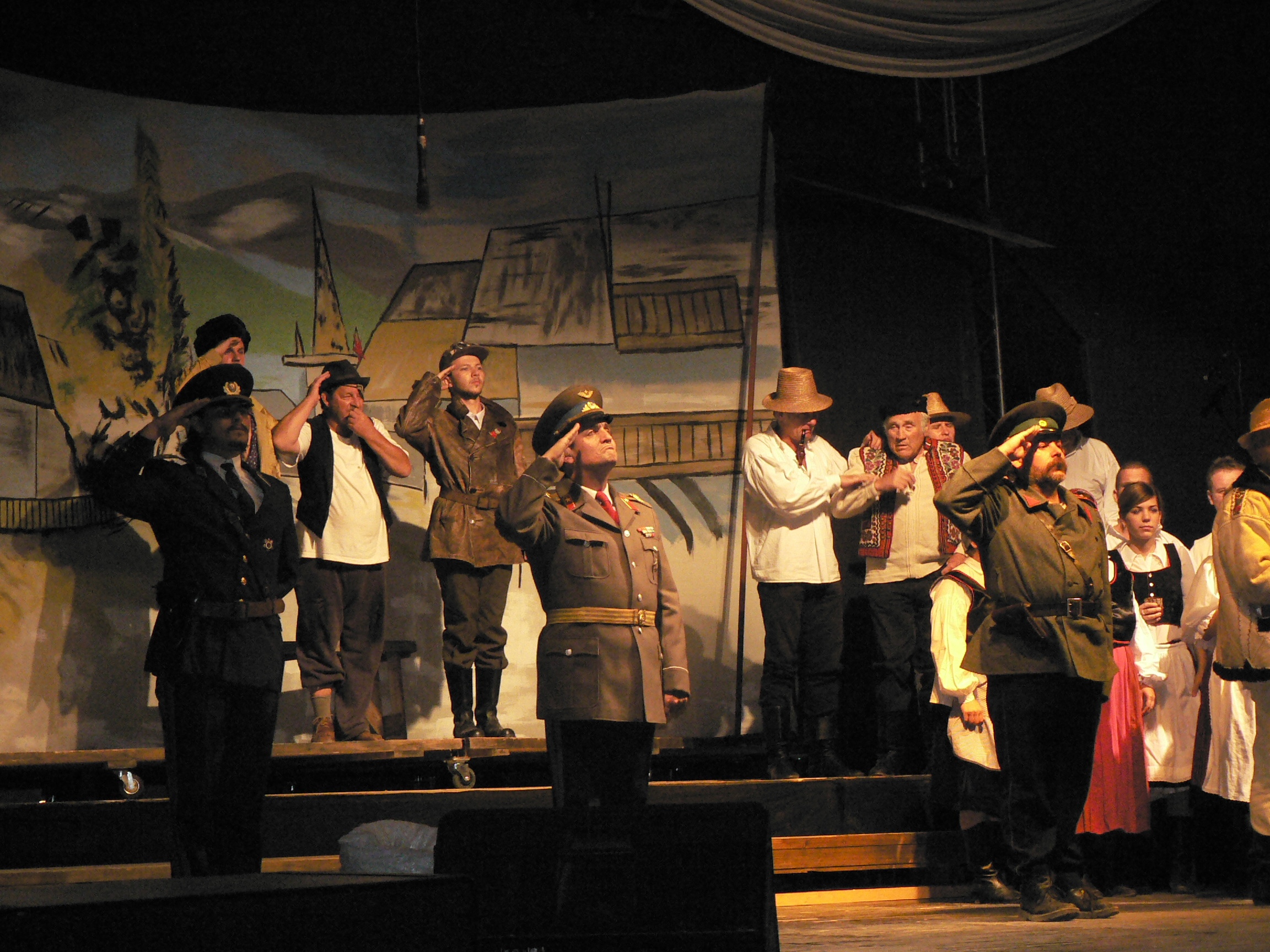
Az Elvásik a veres csillag előadása Pilisszántón – 2006. július 22-én

- 1975 Magyar örökségünk (Tanulmányok, hátrahagyott novellák, írások, interjúk)
- 1978 Halálos köd Holtember partján
- 1985 Hagyaték
- 1989 A költő és a macska (kiadatlan novellák)
- Eliza (angolul íródott)
- Igazságot Erdélynek!
- Józan magyar szemmel I-II. (publicisztikák)
- Karácsonyi üzenetek – A temető megindul
- Magyar pólus (Újabban fölkutatott versek, novellák, tárcák, közéleti írások, interjúk és levelek)
- Népirtás Erdélyben
- Hűség bilincsében
- Hanky tanár úr
- Se szentek, se hősök
- A szikla alatti férfi
- A sólyom hangja
- Csillag az éjszakában
- Black Hammock
- Magyar Számadás
- Nem nyugaton kel fel a nap
- Voltam
- Kicsike lángok a magyar éjszakában – kötetben meg nem jelent írások 1964–1992, Erdélyi Szalon Könyvkiadó, 2019, sajtó alá rendezte: Kovács Attila Zoltán
- Erdély magyar föld – kötetben meg nem jelent írások 1925–1945, Erdélyi Szalon Könyvkiadó, 2019, 2021, sajtó alá rendezte: Kovács Attila Zoltán
- Eliza háza (regény, angolból fordította: Kovács Attila Zoltán), Erdélyi Szalon Könyvkiadó, 2021
- Az erdélyi magyar népművészet, Erdélyi Szalon Könyvkiadó 2021, fordította: Kovács Attila Zoltán
- Voltam - Önéletrajz 130 képpel, Erdélyi Szalon Könyvkiadó, 2021, sajtó alá rendezte: Kovács Attila Zoltán
- Igazságot Erdélynek! Képes kiadás, Erdélyi Szalon Kiadó, fordította és sajtó alá rendezte: Kovács Attila Zoltán
- Népirtás Erdélyben (Nemzet a siralomházban) - Üzenet haza (dokumentumgyűjtemény), Erdélyi Szalon Könyvkiadó, 2022, fordította és sajtó alá rendezte: Kovács Attila Zoltán
- Levelek 1927-1998 (Hetven év kétszáz levele), Erdélyi Szalon Könyvkiadó, 2022, sajtó alá rendezte: Kovács Attila Zoltán
- Astor története, Erdélyi Szalon Könyvkiadó, 2022, fordította: Kovács Attila Zoltán
- Elvész a nyom (az eredeti befejezéssel bővített új kiadás), Erdélyi Szalon Könyvkiadó, 2022, sajtó alá rendezte: Kovács Attila Zoltán

Versek, mesék
- 1927 Virágtemetés (vers)
- 1942 Tavak könyve (mese)

Tókirály és szile (Tavak könyve mesesorozat 1.)
A bölcs bölömbika (Tavak könyve mesesorozat 2.)
Évszakok teremtése (Tavak könyve mesesorozat 2.)
Csupafej, a jégmadár (Tavak könyve mesesorozat 4.)
Csámpás, a kis ruca (Tavak könyve mesesorozat 5.)
- 1946 Erdők könyve (mese)

Mese az erdőről (Erdők könyve sorozat 1.)
Bulámbuk (Erdők könyve sorozat 2.)
A vén gombacsináló (Erdők könyve sorozat 3.)
Éjjeli pávaszem (Erdők könyve sorozat 4.)
A kis szürke nyúl (Erdők könyve sorozat 5.)
A mátyás és az őz meséje (Erdők könyve sorozat 6.)
- 1947 Utazás (vers)
- 1971 Válogatott magyar mondák és népmesék

A hunok útra kelnek (Hun mondák könyve sorozat 1.)
Isten kardja (Hun mondák könyve sorozat 2.)
Emese álma (Magyar mondák könyve sorozat 1.)
Vérszerződés (Magyar mondák könyve sorozat 2.)
Szerencsés Pista (Válogatott magyar népmesék sorozat 1.)
A zenélő ezüst kecske (Válogatott magyar népmesék sorozat 2.)
A legkisebbik királyfi és a táltos paripa (Magyar népmesék sorozat 3.)
A zöldszakállú király fia (Magyar népmesék sorozat 4.)
Okos Kata (Magyar népmesék sorozat 5.)
A hét holló (Magyar népmesék sorozat 6.)
A repülő kastély

## Díjai
- Baumgarten-díj (1934, 1940)
- A Magyar Köztársasági Érdemrend középkeresztje (1993)
- Balassi Bálint-emlékkard (1998)
- Magyar Örökség díj (1999, posztumusz)
- Alternatív Kossuth-díj (2003, posztumusz)
- A Vitézi rend hagyományait ápoló egyik egyesület, a Történelmi Vitézi Rend posztumusz vitézzé avatta hazafias munkássága elismeréseként (2007)[35]

## Emlékezete

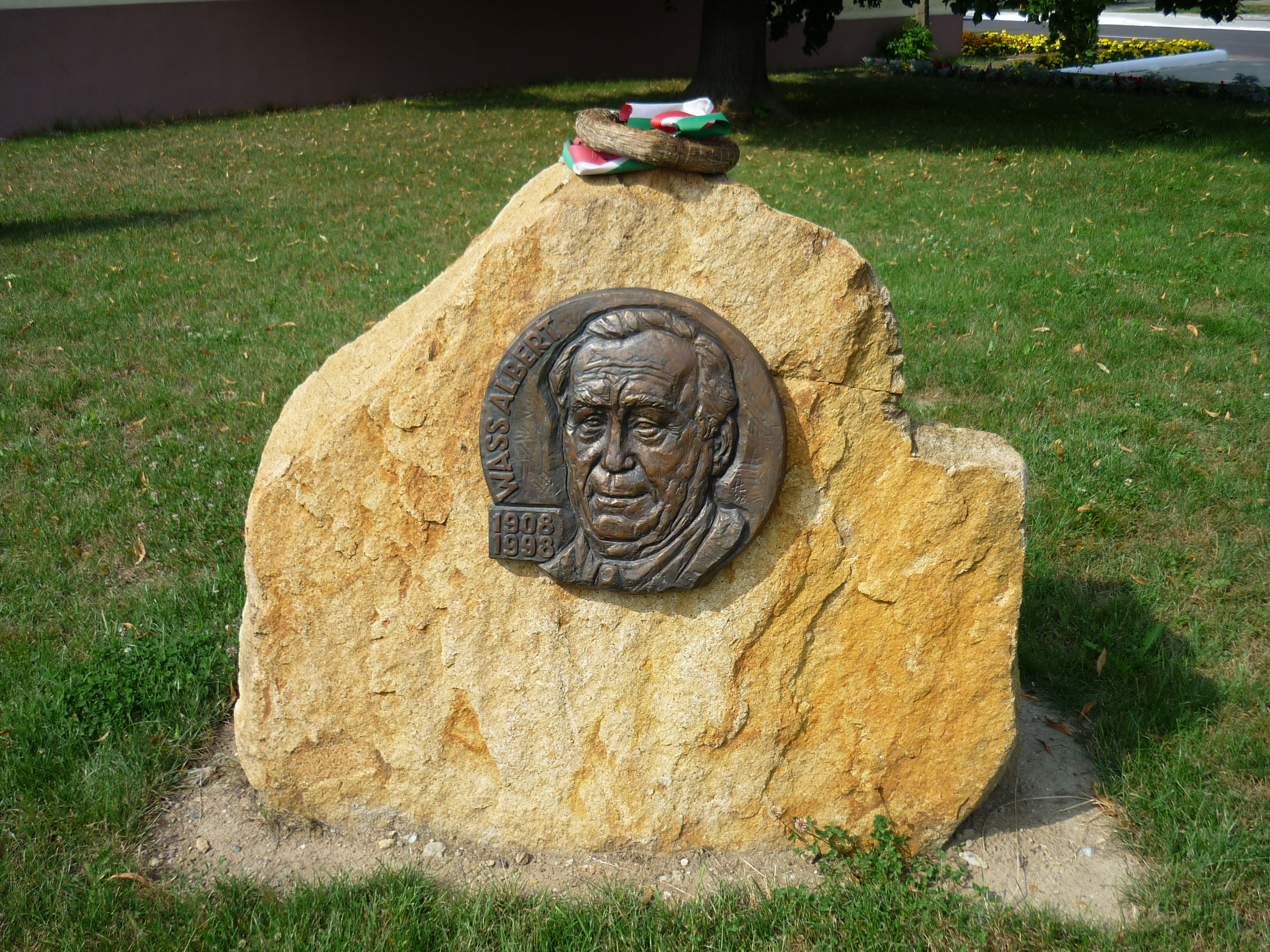
Wass Albert emlékműve Szendrő főterén, az 1998-as Balatonakarattyai dombormű mása

- 1998 februárjában – még életében – Balassi Bálint-emlékkarddal tüntették ki; a szablyát már halála után fia vette át Budapesten.
- 2004-ben magyarországi szoborállítási hullám indult.[36]
- 2007-ben Koltay Gábor filmet forgatott Wass Albert életéről Rékasi Károly főszereplésével, Adjátok vissza a hegyeimet címmel.[25]
- 2007-ben Csontos János és Turcsány Péter mezőségi dokumentumfilmet forgatott Wass Albert földjén (Mezőségi kilátások) címmel.
- 2011-ben teret neveztek el róla Budapest XVII. kerületében,[37] és a XIV. kerületben is.[38]
- 2011-ben Székesfehérvár Felsővárosban található közterület a Wass Albert köz elnevezést kapta.

| Wass Albert köztéri szobrai és emlékművei a Kárpát-medencében (kinyitható felsorolás →) |
| --- |

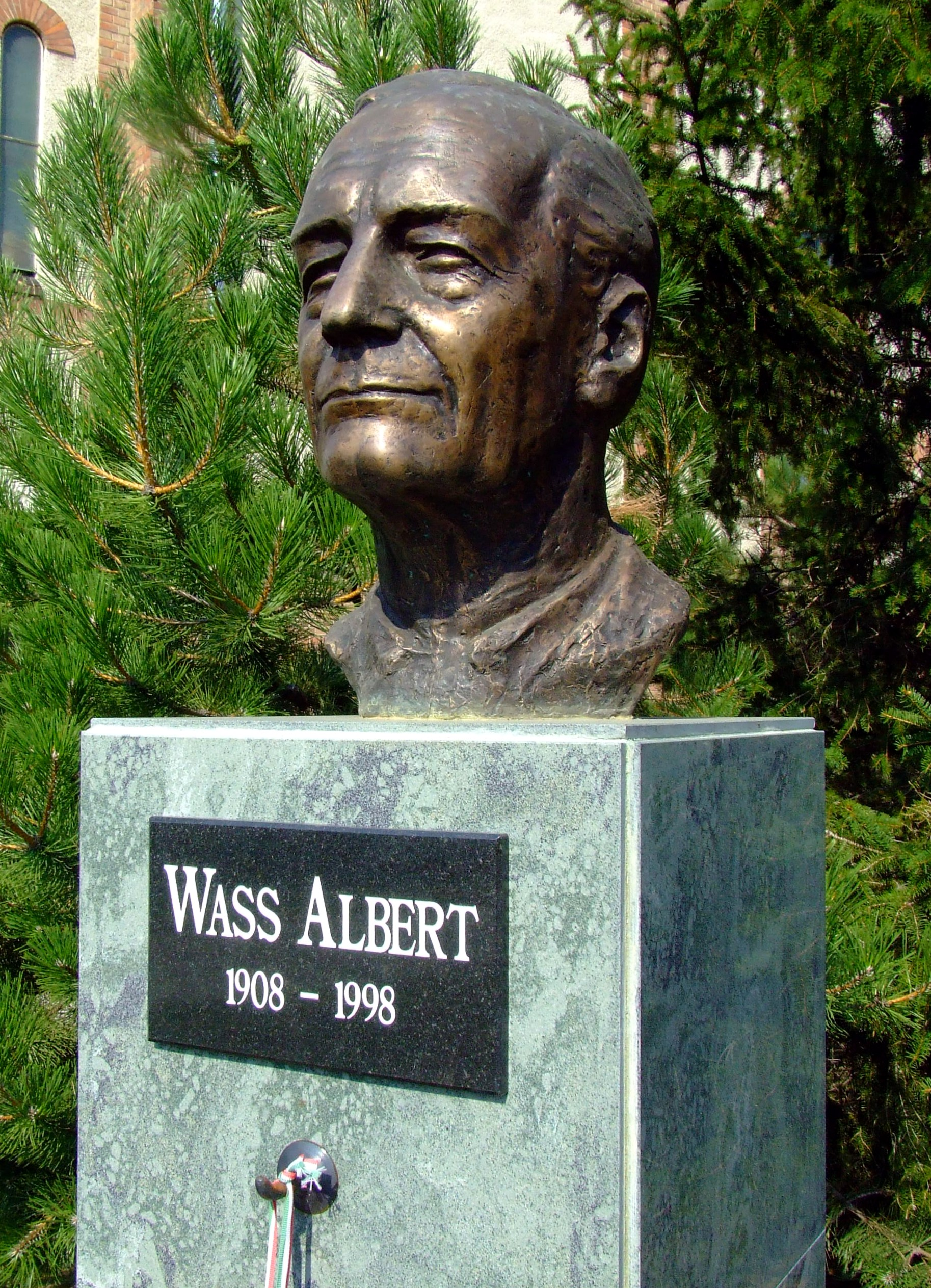
Wass Albert szobra Baján

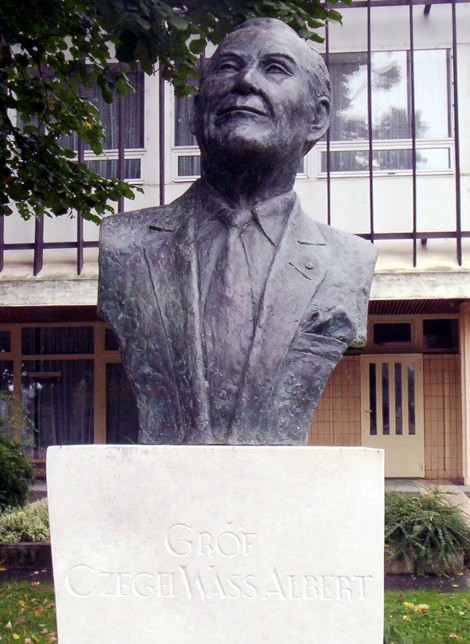
Wass Albert szobra Bonyhádon. A 2005. január 8-án felavatott szobrot Kolozsy Sándor (Ausztrália) készítette

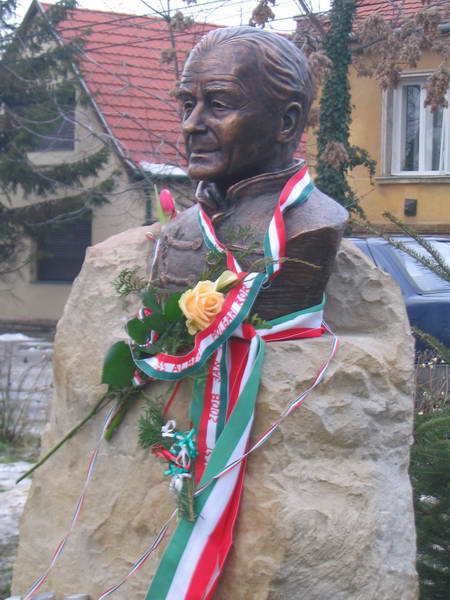
Wass Albert szobra Budakeszin. A 2008. január 12-én felavatott szobrot Gábor Emese alkotta

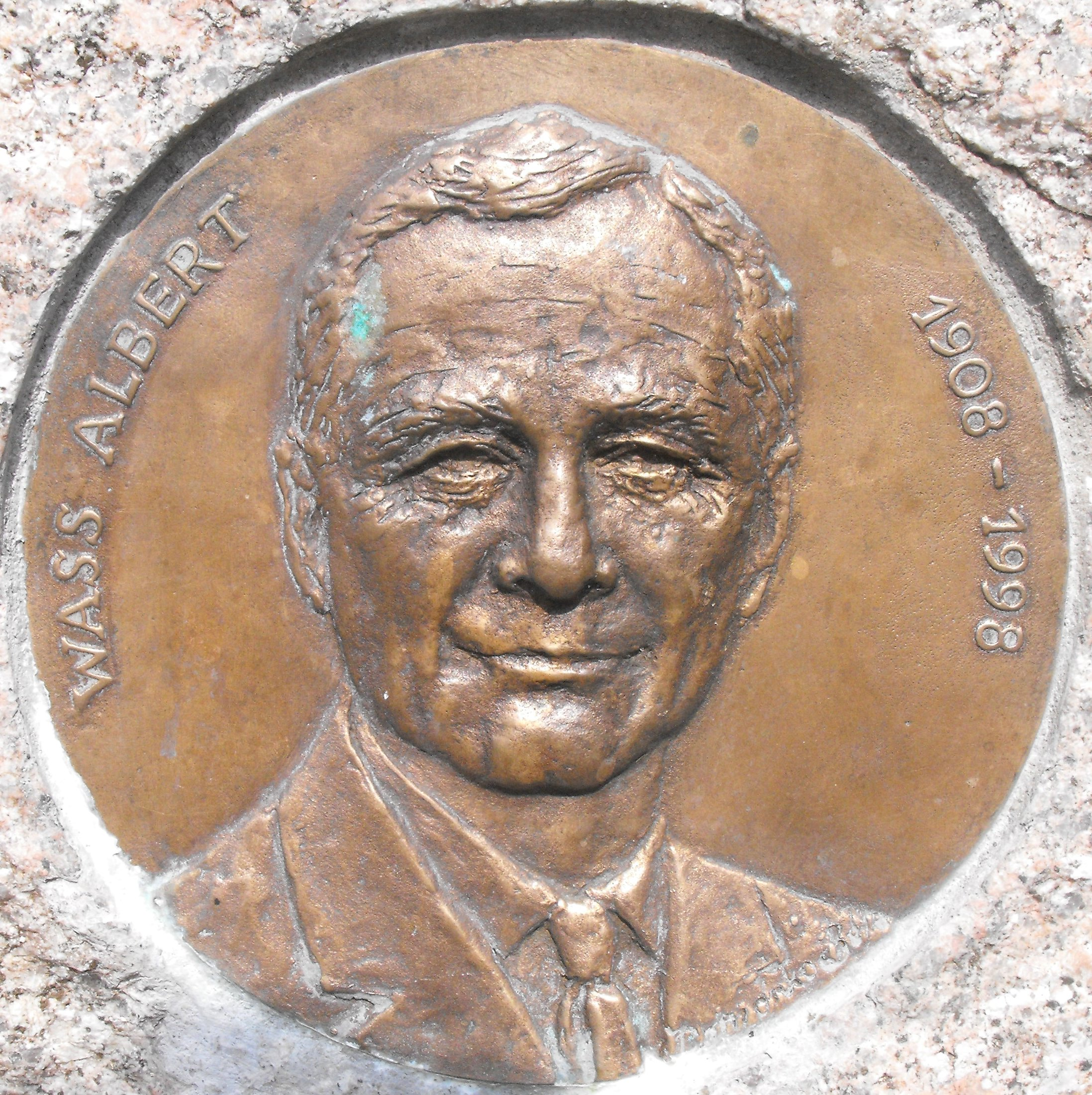
Domborműve Pákozdon, Domokos Béla 2006-os alkotása

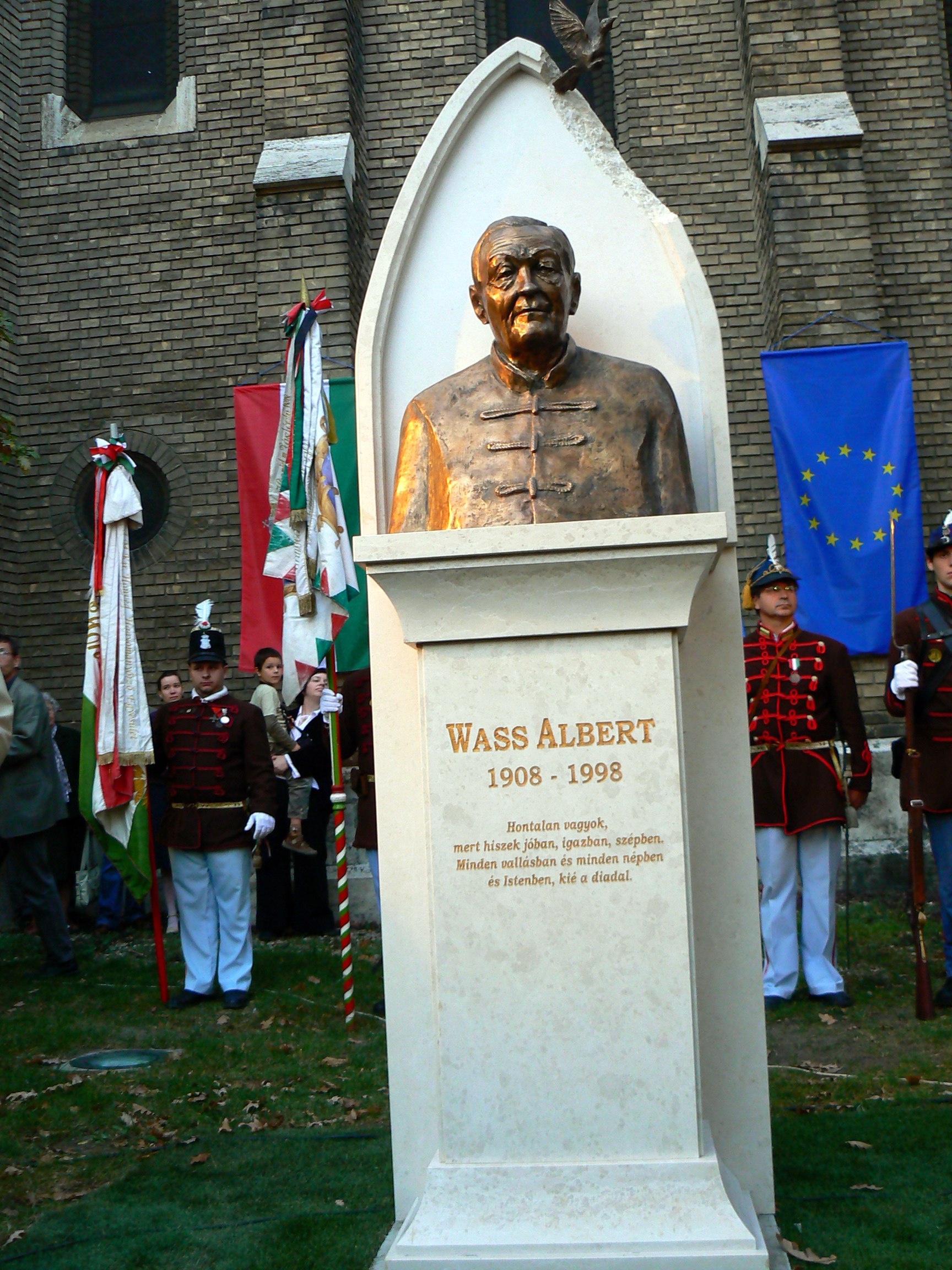
Wass Albert 2008. október 22-én felavatott szobra Szegeden, alkotó Tóbiás Klára szobrászművész

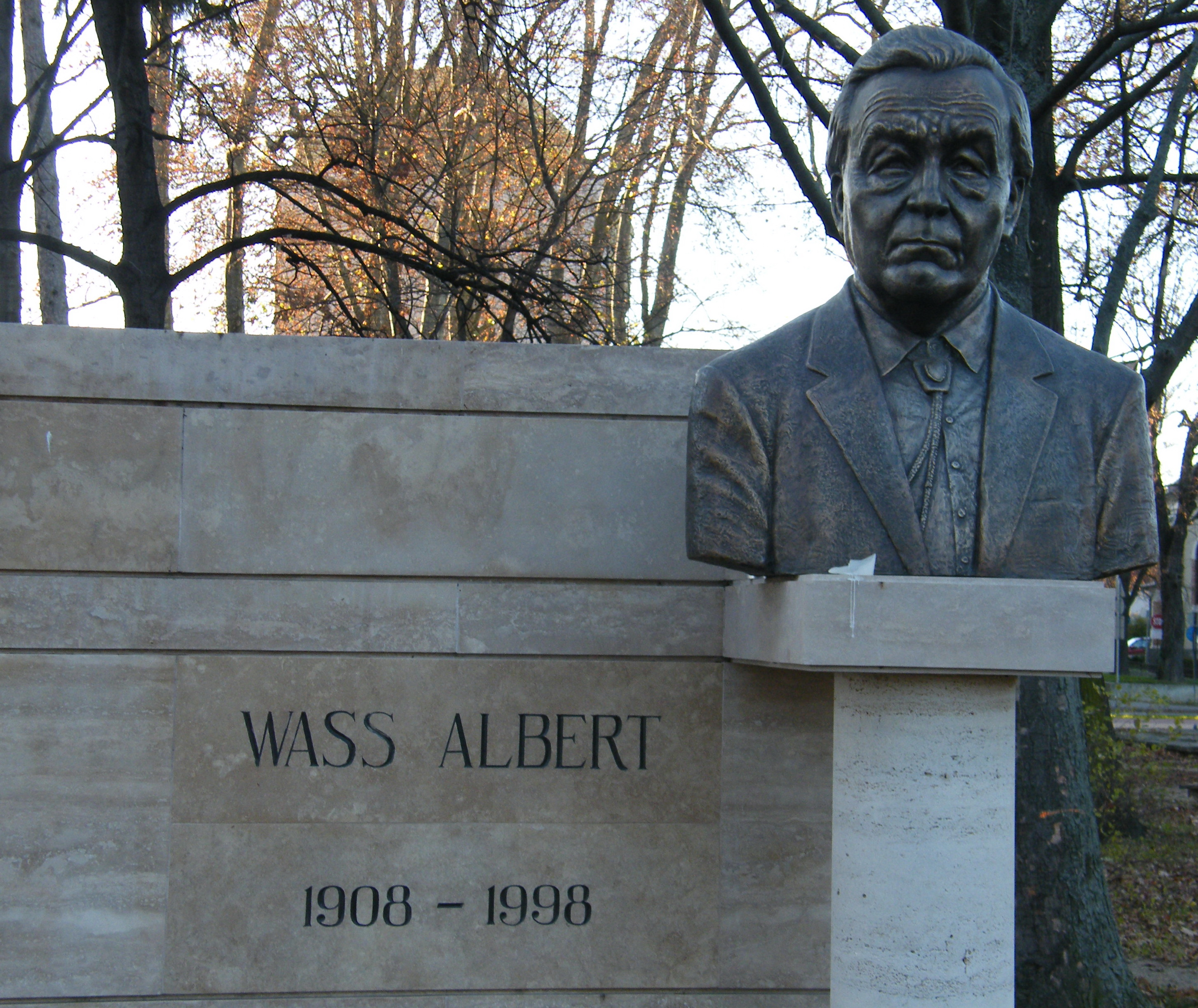
Wass Albert szobra a zalaegerszegi Baross ligetben

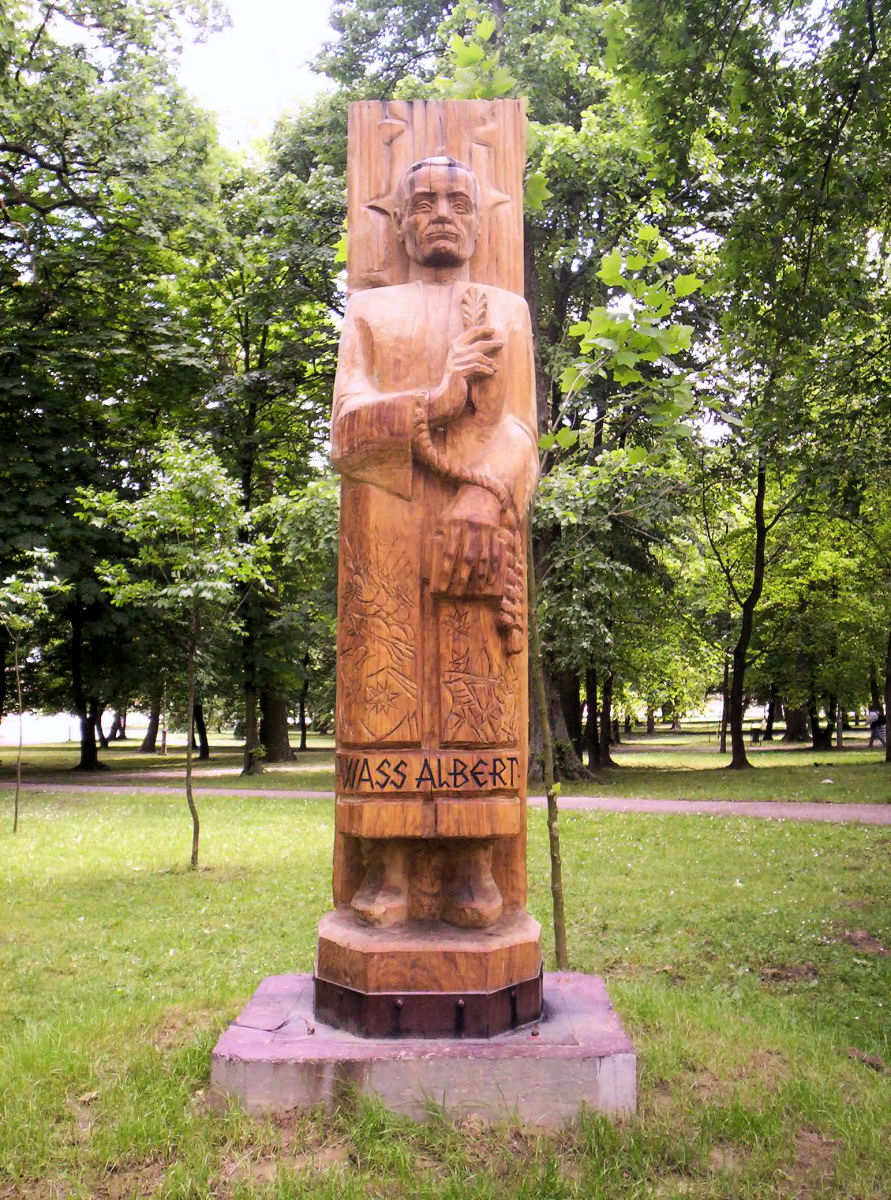
Baróthi Ádám és Baróthi Zsombor: Wass Albert-szobra Harkányban

| Erdély - Feketelak, reformátustemplom-kert, 2008. május 21.: fa emlékoszlop avatása (Rosengart Béla fafaragó munkája) - Holtmaros, mellszobor, református templom, szobrász: Kolozsy Sándor - Szászrégen, mellszobor, a katolikus templom kertje (2001. augusztus 11.), szobrász: Jorga Ferenc - Vice, mellszobor - Szalárd völgye, „Wass Albert-forrás” Emlékkő 2008. március 29. A megrongálását követően a holtmarosi templomban. - Székelyudvarhely, ahol furfangos módon játszották ki a tiltást. A 2004-ben létesített Emlékezés Parkjában elhelyezett „Vándor Székely” mellszobra ugyan Wass Albertet ábrázolja, de a posztamensre nem írták ki a nevét. - Blaskó János szobrászművész alkotása - Szováta: a 2014 júniusában magánterületen állított mellszobrot a hatóságok lefoglalták, és elvitték Délvidék - Verőce Tóth Dávid alkotása, 2005 - Zenta, Kopjafa Wass Albertnek, 2008. szeptember 20. Magyarország - Aba, Kopjafa Wass Albertnek - Alsózsolca Új Wass Albert emlékhely készült Alsózsolcán. 2008. június 4. - Baja, az önkormányzattal történt huzavona után a Szent Szív-templom parkjában találtak helyet a szobornak. - Balatonalmádi, 2008. augusztus 21-én Wass Albert-szobor avatóünnepsége a Szent Erzsébet-ligetben (Mihály Gábor szobrászművész alkotása) - Balatonakarattya, dombormű a Rákóczi-szilfa mellett (1998) - Békés, Wass Albert mellszobor, 2008. szeptember 20-án avatták fel Lipovics János szobrászművész alkotását a Békés Városi Kulturális Központban - Bonyhád, (A világ első köztéri szobra Wass Albertről) Kolozsy Sándor műve - Budakeszi, Gábor Emese képzőművész mellszobrát 2008. január 12-én avatták fel a Fő téri közparkban. - Budapest - a Szabadság téri Hazatérés Templomában, a református templom bejárata előtt - Csepelen, Királyerdőn a Szeplőtelen Szív katolikus templom kertjében (Sárossy Tibor szobrász alkotása) 2008. március 2-án vörös festékkel öntötték le a mellszobor védőüvegét. - Magyarok Háza - Zuglóban a Kassai téri Szentlélek Plébánia Katolikus Közösségi Ház kertjében 2006-ban a Keresztény Értelmiségiek Szövetsége avatott emlékkövet - A Néri Szent Fülöp Katolikus Általános Iskolában, Oláh Szilveszter domborműve 2006 - Bedey Gábor szobrászművész alkotását az író születésének 100. évfordulója alkalmából avatták fel a XVII. kerületi Erzsébet körúton - Wass Albert emlékszoba a VII. Rákóczi út 8/a alatt - Margitsziget - Dabas, Wass Albert szobor - Debrecen - Arcképábrázoló kerámia dombormű (2003), a Balásházy János Mezőgazdasági Szakközépiskola, volt Gazdasági Akadémia külső falán, készítője Gábor Emese Anna - A Polgári Casino Egyesület részéről felajánlás érkezett Györfi Sándor Munkácsy Mihály-díjas szobrászművész által tervezett, az első egész alakos Wass Albert szobor elhelyezésére a Nagyerdő, Medgyessy sétány szoborparkjában (avatása: 2008. június 28-án) - Gödöllő - Győr-Ménfőcsanak, Bezerédj-kastély, Kolozsy Sándor szobrászművész alkotása - Harkány szobrász: Baróthi Ádám (Szászrégen) 2005 - Hajdúnánás, a református iskola falán 2005-ben elhelyezett emléktábla Sebestyén Sándor szobrászművész alkotása - Hódmezővásárhely - Kalocsa az ’56-os emlékparkban Wass Albert mellszobra, Kovács Norbert kalocsai szobrászművész alkotása, 2012 - Kaposvár, A Klebelsberg Kuno Középiskolai Kollégium udvarán 2007 januárja óta álló szobor a délvidéki Csasznyi István szobrászművész alkotása - Kapuvár, a tűzoltóság mellett - Mezőkövesd, Kiss Mátyás alkotása 2006 - Miskolc, kopjafacsalád, Miskolc-Hejőcsaba, református gyülekezet templomkertje - Nagyatád - Nógrádverőce - Pákozdon domborműves emlékkövet avattak tiszteletére a történelmi emlékparkban; Domokos Béla 2006-os alkotása - Pilisszántó, az iró emlékköve és emléktáblája a Sziklaszínház bejáratánál (2005. június 25.) - Pécs, a Bálicsi út 31. alatti magánház kertjében található Wass-portrét 2006-ban állították - Rátót mellszobor. - Sajószentpéter, a görögkatolikus templom kertjében emlékkő található - Sárospatak - Sátoraljaújhely, a Magyar Kálvárián 2005 - Solymár, a Templom téren 2005-ben állítottak mellszobrot az író emlékére, a Blaskó János által készített emlékmű a Székelyudvarhelyen felállított „Vándor székely" címet viselő szobor másolata 2007. január 17-én éjszaka vandálok ledöntötték Wass Albert bronz portrészobrát. A szobordöntőknek nem színesfémre volt szükségük (a mű orra buktatva ott maradt a tett helyszínén).[forrás?]) - Soltvadkert (Szent Korona Cukrászda) A mellszobrot Szervánszky László és családja állíttatta, 2007. október 23-án. - Sükösd - Szarvas mellszobor, 2007. október 23-án avatták fel a Körös parti sétányon. Egy szarvasi magánszemély adományából készítette Mihály Gábor Munkácsy díjas szobrászművész. - Szeged (Kálvin tér) - Szentes, a Szent Anna templom mellett - Szolnok - Szombathely mellszobor. A szombathelyi polgárok közadakozásából készítette Somogyi Tamás szobrászművész, a kámoni Krisztus Király Templom előkertjében lett felállítva 2006. június 22-én. (Entz Géza és Kelemen Lajos kutatásai szerint a Wass család Vas megyéből származott a Mezőségbe.) - Taksony, mellszobra a Szent Anna téren, Gábor Emese alkotása - Tiszaföldvár, Hunyadi László marosvásárhelyi szobrászművész domborműve, 2006 - Tolcsva, római katolikus templom - Törökszentmiklós, mellszobor a református templom kertjében, szoboravatás 2010. június 6-án - Zalaegerszeg, bronzból készült mellszobor a Baross ligetben, Bálint Károly marosvásárhelyi szobrászművész alkotása, 2008 - Pápa, Wass Albert Emlékkő - Várpalota, a Wass Albert-emlékévben 2008. április 8-án 13 almafácska ültetésével Wass Albert-liget néven alakított ki „élő emlékművet” a Palotai Turul Társaság önkormányzati támogatással. Az ötlet az írónak A tizenhárom almafa című regényén alapszik. - Verőce, Wass Albert mellszobor, Wass Albert park - Martfű |

## Felmentésének kísérlete
- 2003. április – „Van esély a háborús bűnösként Romániában halálra ítélt Wass Albert erdélyi író rehabilitálására, de ehhez a család aktív segítségére van szükség.” – Ezt Frunda György, a Romániai Magyar Demokrata Szövetség szenátora jelentette ki a Népújság című marosvásárhelyi lapnak adott interjújában.[forrás?]
- 2006. augusztus – Kincses Előd marosvásárhelyi ügyvéd a kolozsvári ügyészségnél perújrafelvételt kezdeményezett Wass Albert ügyében, aki az 1946-os ítélet óta Romániában háborús bűnösnek számít.[87]
- 2008. május 20. – A román Legfelsőbb Ítélő- és Semmítőszék elutasította a perújrafelvételi kérelmet a Wass Albert ügyében [88]

## Származása
| cegei gróf Wass Albert (Válaszút, 1908. jan. 8.– Astor Park, Florida, 1998. febr. 17.) író, költő | Apja: gr. Wass Endre (Vasasszentgotthárd, 1886. aug. 21.– Hamburg, 1975. nov. 5.) mezőgazdász, huszárszázados | Apai nagyapja: gr. Wass Béla (Kolozsvár, 1853. jan. 28.– Mezőzáh, 1936. szept. 1.) főispán                      | Apai nagyapai dédapja: gr. Wass Albert (Nagyiklód, 1819. febr. 10.– Mezőzháh, 1911. szept. 1.) főkormányszéki titkár |
| cegei gróf Wass Albert (Válaszút, 1908. jan. 8.– Astor Park, Florida, 1998. febr. 17.) író, költő | Apja: gr. Wass Endre (Vasasszentgotthárd, 1886. aug. 21.– Hamburg, 1975. nov. 5.) mezőgazdász, huszárszázados | Apai nagyapja: gr. Wass Béla (Kolozsvár, 1853. jan. 28.– Mezőzáh, 1936. szept. 1.) főispán                      | Apai nagyapai dédanyja: sepsiszentiváni Kilyén Mária (Kolozsvár, 1829. szept. 29.– Mezőzáh, 1912. jún. 19.)          |
| cegei gróf Wass Albert (Válaszút, 1908. jan. 8.– Astor Park, Florida, 1998. febr. 17.) író, költő | Apja: gr. Wass Endre (Vasasszentgotthárd, 1886. aug. 21.– Hamburg, 1975. nov. 5.) mezőgazdász, huszárszázados | Apai nagyanyja: losonci báró Bánffy Rachel (Marosvásárhely, 1856. jún. 21.– Vasasszentgotthárd, 1936. jún. 15.) | Apai nagyanyai dédapja: b. Bánffy János (Fugad, 1810. szept. 17.– Beresztelke, 1873. dec. 8.) főispán                |
| cegei gróf Wass Albert (Válaszút, 1908. jan. 8.– Astor Park, Florida, 1998. febr. 17.) író, költő | Apja: gr. Wass Endre (Vasasszentgotthárd, 1886. aug. 21.– Hamburg, 1975. nov. 5.) mezőgazdász, huszárszázados | Apai nagyanyja: losonci báró Bánffy Rachel (Marosvásárhely, 1856. jún. 21.– Vasasszentgotthárd, 1936. jún. 15.) | Apai nagyanyai dédanyja: hadadi báró Wesselényi Jozefa (1812. ápr. 21.– 1899. jan. 6.)                               |
| cegei gróf Wass Albert (Válaszút, 1908. jan. 8.– Astor Park, Florida, 1998. febr. 17.) író, költő | Anyja: losonci báró Bánffy Ilona (Türe, 1883. nov. 21.– Bécs, 1960. jún. 25.)                                 | Anyai nagyapja: b. Bánffy Zoltán (Beresztelke, 1841. szept. 15.– Beresztelke, 1892. jún. 7.) főispán            | Anyai nagyapai dédapja: b. Bánffy János (Fugad, 1810. szept. 17.– Beresztelke, 1873. dec. 8.) főispán                |
| cegei gróf Wass Albert (Válaszút, 1908. jan. 8.– Astor Park, Florida, 1998. febr. 17.) író, költő | Anyja: losonci báró Bánffy Ilona (Türe, 1883. nov. 21.– Bécs, 1960. jún. 25.)                                 | Anyai nagyapja: b. Bánffy Zoltán (Beresztelke, 1841. szept. 15.– Beresztelke, 1892. jún. 7.) főispán            | Anyai nagyapai dédanyja: hadadi báró Wesselényi Jozefa (1812. ápr. 21.– 1899. jan. 6.)                               |
| cegei gróf Wass Albert (Válaszút, 1908. jan. 8.– Astor Park, Florida, 1998. febr. 17.) író, költő | Anyja: losonci báró Bánffy Ilona (Türe, 1883. nov. 21.– Bécs, 1960. jún. 25.)                                 | Anyai nagyanyja: széki gróf Teleki Erzsébet (Eliz) (Sáromberke, 1853. aug. 17.– Kolozsvár, 1937. aug. 27.)      | Anyai nagyanyai dédapja: gr. Teleki Sámuel (1819. okt. 30.– Kolozsvár, 1882. ápr. 11.)                               |
| cegei gróf Wass Albert (Válaszút, 1908. jan. 8.– Astor Park, Florida, 1998. febr. 17.) író, költő | Anyja: losonci báró Bánffy Ilona (Türe, 1883. nov. 21.– Bécs, 1960. jún. 25.)                                 | Anyai nagyanyja: széki gróf Teleki Erzsébet (Eliz) (Sáromberke, 1853. aug. 17.– Kolozsvár, 1937. aug. 27.)      | Anyai nagyanyai dédanyja: bethleni gróf Bethlen Erzsébet (1818. – Bécs, 1860. jan. 8.)                               |